# Gradec, Pivka
Gradec este o localitate din comuna Pivka, Slovenia, cu o populație de 52 de locuitori.